# Лешиле (Арђеш)
Лешиле (рум. Leșile) насеље је у Румунији у округу Арђеш у општини Теју. Oпштина се налази на надморској висини од 199 m.

## Становништво
Према подацима из 2002. године у насељу је живело 320 становника, од којих су сви румунске националности.